# Extreme (album)
Pour les articles homonymes, voir Extreme (homonymie).
Extreme est le premier album studio du groupe de funk metal de Boston Extreme, sorti le 14 mars 1989. 

## Style
Mis en vente par un gros label, l'album s'est vendu autour de 300 000 exemplaires. Quatre singles en sont tirés : Little Girls, Kid Ego, Mutha (Don't Wanna Go to School Today) et  Play with Me. Cela ne sera qu'après la sortie de leur second album Pornograffitti que le groupe accédera à la notoriété.
Musicalement, le disque est composé de riffs de guitare accrocheurs, souvent avec funky, syncopés et solos rapides. Le disque fait pressentir la virtuosité du guitariste Nuno Bettencourt, qui se confirmera sur la sortie de Pornograffitti. Des chansons telles que Watching, Waiting et Rock a Bye Bye sont plus dans la veine de Queen, avec une harmonie en trois parties et se concentre sur des solos de guitare plus lents et basés sur la mélodie de Bettencourt. La bande a plus tard cité Queen comme une influence majeure sur leur style.

## Chansons
Pour les paroles, l'album est dominé par des thèmes associés à l'enfance. Cet accent est particulièrement évident dans le premier single, Kid Ego, ainsi que Mutha, Little Girls, Teacher's Pet, Big Boys Do Not Cry et Play with Me.
Play with Me a été présenté dans le film Bill and Ted's Excellent Adventure pendant la scène de poursuite dans le centre commercial, ainsi que dans Jury Duty comme chanson pour le strip-tease de Pauly Shore.
Une version cover de Play with Me est également présentée dans Guitar Hero Encore: Rocks the 80s comme la dernière piste dans le jeu. L'enregistrement principal est présenté dans Guitar Hero: Smash Hits.
Little Girls, Kid Ego, Mutha (Don't Wanna Go to School Today) et Play with Me ont été produites en tant que singles.

## Production et marketing
L'enregistrement a été réalisé par Reinhold Mack et fait par Mack et Bob St John et mixé par St John et Bettencourt.
L'album a été commercialisé comme album glam metal, ce qui est plutôt cohérent avec l'image du groupe à sa sortie

## Liste des titres
Tous les titres écrit par Cherone et Bettencourt, sauf Mutha (Don't Wanna Go To School Today) par Cherone, LeBeaux et Hunt.
| No  | Titre                                  | Durée  |
| --- | -------------------------------------- | ------ |
| 1.  | Little Girls                           | 3:47   |
| 2.  | Wind Me Up                             | 3:37   |
| 3.  | Kid Ego                                | 4:04   |
| 4.  | Watching, Waiting                      | 4:54   |
| 5.  | Mutha (Don't Wanna Go to School Today) | 4:52*  |
| 6.  | Teacher's Pet                          | 3:02   |
| 7.  | Big Boys Don't Cry                     | 3:34   |
| 8.  | Smoke Signals                          | 4:14   |
| 9.  | Flesh 'n' Blood                        | 3:31   |
| 10. | Rock a Bye Bye                         | 5:57   |
| 11. | Play with Me                           | 3:29** |

- Un court morceau de solo en extra sur la version vinyle. Le titre est attribué à Cherone et Bettencourt mais en fait il a été écrit par Hal LeBeaux et Peter Hunt (musique) et Gary Cherone (paroles). Originellement inclus dans leur album éponyme de 1984, il devint plus tard un classique d'Extreme et fut réenregistré pour leur premier album Extreme.
  - Non inclus sur la version vinyle japonaise. L'intro et le riff de fin s'inspirent du morceau de Mozart Alla Turca : Allegretto in A minor (1783).

## Membres du groupe
- Pat Badger – basse, voix
- Nuno Bettencourt – guitare, synthétiseur, piano, voix, percussion, orchestration, mixe
- Gary Cherone – leader vocal, design, logo design
- Paul Geary – batterie, percussions, voix, logo design

## Chart
| Year | Album / Single | Peak chart positions | Peak chart positions |
| Year | Album / Single | Billboard 200        | US Mainstream Rock   |
| ---- | -------------- | -------------------- | -------------------- |
| 1989 | Extreme        | 80                   | -                    |
| 1989 | Kid Ego        | -                    | 39                   |